# ホームカミング KAI BOOTLEG SERIES Vol.1
ホームカミング KAI BOOTLEG SERIES Vol.1は2011年にリリースされた、甲斐よしひろのKAI BOOTLEG SERIESの第一弾。2011年に開催されたソロツアーの会場限定で発売され、同年10月5日にスペシャルパッケージ盤として公式発売された。

## 概要
甲斐よしひろがこれまで他人に提供してきた楽曲のセルフカバーと一部新曲が収録されたアルバム。元々、1997年頃にミックスダウンまでされていたがお蔵入りになっていたセルフカバー集『ホームカミング』に新曲を追加し制作された。
本作は、2011年に開催された11都市14公演を廻るソロツアー『甲斐よしひろ2011 愛のろくでなしツアー』の会場限定で発売されたライブ会場限定盤とスペシャルパッケージ盤（公式リリース盤）が存在する。前者は、ジャケットや歌詞カードは着いておらずCDレーベル面だけが印刷されているのみである。曲順はライブ会場および公式サイトに従来の曲順表代わりのPDFが用意された。後者は、シークレット・トラック3曲、ジャケット&ブックレット、スリーブケースまで付いた完全パッケージとなっている。
スペシャルパッケージ盤には、購入者特典として、全国のタワーレコード購入者を対象に先着で東京・大阪のタワーレコードでのインストアイベント応募はがき（甲斐よしひろインストアイベント応募ハガキ）と、2011年7月にZepp東京で開催された「甲斐よしひろ2011愛のろくでなしツアー」の中から厳選した秘蔵ライブ映像1曲入りのスペシャルDVDが抽選で100人に当たるチラシを封入。また、スペシャルパッケージ版発売を記念して、Amazon.jpのMP3ダウンロードコーナーにて、本作発売日から10月31日までの期間限定で、『甲斐よしひろ2011 愛のろくでなしツアー』のライブ音源から3曲を『KAI YOSHIHIRO Rare Tracks in Zepp Tokyo 2011』として配信されていた。
スペシャルパッケージ盤の発売日オリコンデイリーチャートで27位を記録。
発売元・レーベルは、所属事務所『甲斐オフィス』内にある『bloom label』で、スタジオ・アルバムとしては初のインディーズ盤となった。販売元はゲットバックエンタテインメント。品番は会場限定盤がKAIC-12、公式リリース盤がKAIC-13。

## 収録曲

### スペシャルパッケージ盤
1. よい国のニュース
  - 新曲。（2011年録音）
2. 負けまいと
  - 新曲。（2011年録音）
3. おかえり
  - ダイアモンド☆ユカイに提供された楽曲のセルフカバー。（2011年録音）
4. ナイト・スウィート
  - 葛城哲哉に提供された楽曲のセルフカバー。（1997年録音）
5. 時雨れて
  - 研ナオコに提供した楽曲のセルフカバー。アウトテイク集『HIGHWAY 25』および甲斐バンド『GOLD/黄金』の2007年リマスター盤・ボーナストラックにも未発表曲として、別テイクが収録されている。（1997年録音）
6. 仮面
  - 中島みゆきに提供した楽曲のセルフカバー。一部の詞を書き換えている（あたし→おれ・あんた→お前）。（1997年録音）
7. ランデブー（feat.GAKU-MC）
  - 有吉ジュンに提供された楽曲のセルフカバー。2001年のライブツアー『My name is KAI』来場者へのプレゼントシングルとしても別テイクが収録されている。甲斐バンドの『ランデブー』とは同名異曲。（1997年録音）
8. 別離の黄昏
  - 研ナオコに提供した楽曲のセルフカバー。シングルベスト『Singles II』にボーナストラックにも未発表曲として、別テイクが収録されている。（1997年録音）
9. Thank you
  - 明石家さんまに提供した楽曲のセルフカバー。1989年発表のアルバム『カオス』で一度セルフカバーしている。（1997年録音）
10. 赤い靴のバレリーナ
  - 松田聖子に提供した楽曲のセルフカバー。2003年発表のカバーアルバム『翼あるもの2』で一度セルフカバーしている。（1997年録音）
11. ハート（feat.ゴスペラーズ）
  - 高樹澪に提供した楽曲のセルフカバー。甲斐バンド時代に『REPEAT & FADE』で一度セルフカバーしている。（1997年録音）
12. よい国のニュースII（feat.西村智彦 by SING LIKE TALKING）
  - 新曲。（2011年録音）
13. 見えない手のひらで ＜SECRET TRACK＞
  - 時任三郎に提供した楽曲のセルフカバー。2003年発表のカバーアルバム『翼あるもの2』収録曲の別バージョン。（1997年録音）
14. 白いブランケット、春 ＜SECRET TRACK＞
  - 2000年発表の甲斐バンドのシングル『白いブランケット』の別テイク。（2000年録音）
15. 光あるうちに行け 2011(Another version) ＜SECRET TRACK＞
  - 吉岡秀隆に提供した楽曲のセルフカバー。1994年発表のアルバム『太陽は死んじゃいない』収録曲のリメイク。東日本大震災の被災者支援のために配信されたバージョンとは異なる。（2011年録音）

### ライブ会場限定盤
1. よい国のニュース
2. 負けまいと
3. おかえり
4. ナイト・スウィート
5. 時雨れて
6. 仮面
7. ランデブー（feat.GAKU-MC）
8. 別離の黄昏
9. Thank you
10. 赤い靴のバレリーナ
11. ハート（feat.ゴスペラーズ）
12. よい国のニュースII（feat.西村智彦 by SING LIKE TALKING）

## 光あるうちに行け 2011
「光あるうちに行け 2011」（ひかりあるうちにいけ 2011）は、2011年5月31日から配信が開始された甲斐よしひろの配信限定シングル。

### 概要
4thアルバム「太陽は死んじゃいない」収録曲のセルフカバー。東日本大震災のチャリティとして、再レコーディングされ、JOYSOUNDの着うたフル限定で配信。そのダウンロード収益の全額を寄付金とした。寄付金は、本作の収益＋2011年ツアーでの募金と合わせて計1,244,191円となった。
前述のセルフカバーアルバム『ホームカミング KAI BOOTLEG SERIES Vol.1』の公式リリース盤のシークレットトラックとして、光あるうちに行け 2011の別ミックスが収録された。

### 収録曲
1. 光あるうちに行け 2011

## KAI YOSHIHIRO Rare Tracks in Zepp Tokyo 2011
「KAI YOSHIHIRO Rare Tracks in Zepp Tokyo 2011」（かいよしひろ・れあ・とらっくす・いん・ぜっぷ・とうきょう 2011）は、2011年10月5日から配信が開始された甲斐よしひろの配信限定ライブ・トラックス。

### 概要
前述のKAIブートレグシリーズ『ホームカミング KAI BOOTLEG SERIES Vol.1』の発売を記念して、2011年10月5日から10月31日までの期間限定で、AmazonのMP3ダウンロードにて配信されたライブトラックス。この音源は、2011年に開催されたツアー『愛のろくでなしツアー』からのピックアップされた3曲となっている。
このトラックス配信前、9月末から10月4日までの期間限定でM-1『スウィート・スムース・ステイトメント』・M-2『ジャンキーズ・ロックンロール』の2曲が無料配信されていた。

### 収録曲
1. スウィート・スムース・ステイトメント
2. ジャンキーズ・ロックンロール
3. 裏切りの季節